# Natação no Campeonato Europeu de Esportes Aquáticos de 2014 - 50 m livre feminino
A prova dos 50 metros livre feminino da natação no Campeonato Europeu de Esportes Aquáticos de 2014 ocorreu nos dias 23 e 24 de agosto em Berlim, na Alemanha. 

## Calendário
| Fase          | Data         | Hora  |
| ------------- | ------------ | ----- |
| Eliminatórias | 23 de agosto | 10:08 |
| Semifinal     | 23 de agosto | 17:36 |
| Final         | 24 de agosto | 16:02 |

Todos os horários estão no horário local (UTC+1)

## Recordes
Antes desta competição, os recordes eram os seguintes:
| Recorde mundial       | Britta Steffen   | 23.73 | Roma      | 2 de agosto de 2009 |
| Recorde europeu       | Britta Steffen   | 23.73 | Roma      | 2 de agosto de 2009 |
| Recorde do campeonato | Marleen Veldhuis | 24.09 | Eindhoven | 24 de março de 2008 |

## Medalhistas
| Ouro                    | Prata                | Bronze                 |
| Francesca Halsall (GBR) | Sarah Sjöström (SWE) | Jeanette Ottesen (DEN) |

## Resultados

### Eliminatórias
Esses foram os resultados das eliminatórias. 
| Pos. | Bateria | Raia | Nadadora               | Nacionalidade        | Tempo | Notas |
| ---- | ------- | ---- | ---------------------- | -------------------- | ----- | ----- |
| 1    | 4       | 4    | Sarah Sjöström         | Suécia               | 24.38 | Q     |
| 2    | 3       | 4    | Jeanette Ottesen       | Dinamarca            | 24.67 | Q     |
| 3    | 5       | 3    | Dorothea Brandt        | Alemanha             | 24.77 | Q     |
| 3    | 5       | 4    | Francesca Halsall      | Reino Unido          | 24.77 | Q     |
| 5    | 4       | 5    | Pernille Blume         | Dinamarca            | 25.03 | Q     |
| 6    | 5       | 7    | Therese Alshammar      | Suécia               | 25.06 | Q     |
| 7    | 3       | 3    | Anna Santamans         | França               | 25.15 | Q     |
| 8    | 3       | 7    | Maud van der Meer      | Países Baixos        | 25.18 | Q     |
| 8    | 5       | 6    | Elizaveta Bazarova     | Rússia               | 25.18 | Q     |
| 10   | 5       | 5    | Aleksandra Gerasimenya | Bielorrússia         | 25.19 | Q     |
| 11   | 4       | 7    | Silvia di Pietro       | Itália               | 25.22 | Q     |
| 12   | 5       | 2    | Erika Ferraioli        | Itália               | 25.33 | Q     |
| 13   | 4       | 6    | Aleksandra Urbanczyk   | Polónia              | 25.36 | Q     |
| 14   | 3       | 5    | Inge Dekker            | Países Baixos        | 25.38 | Q     |
| 15   | 3       | 1    | Julie Levisen          | Dinamarca            | 25.46 |       |
| 15   | 4       | 2    | Michelle Coleman       | Suécia               | 25.46 |       |
| 17   | 3       | 2    | Rūta Meilutytė         | Lituânia             | 25.54 |       |
| 18   | 5       | 1    | Darya Stepanyuk        | Ucrânia              | 25.55 | Q     |
| 19   | 3       | 6    | Hanna-Maria Seppälä    | Finlândia            | 25.58 | Q     |
| 20   | 4       | 1    | Birgit Koschischek     | Áustria              | 25.59 |       |
| 21   | 4       | 8    | Yuliya Khitraya        | Bielorrússia         | 25.65 |       |
| 22   | 3       | 8    | Cecilie Johannessen    | Noruega              | 25.72 |       |
| 23   | 2       | 3    | Anna Kolárová          | Chéquia              | 25.87 |       |
| 24   | 2       | 0    | Nina Rangelova         | Bulgária             | 25.91 |       |
| 25   | 5       | 9    | Sviatlana Khakhlova    | Bielorrússia         | 25.97 |       |
| 25   | 5       | 0    | Jolien Sysmans         | Bélgica              | 25.97 |       |
| 27   | 4       | 0    | Fatima Gallardo        | Espanha              | 25.99 |       |
| 28   | 2       | 5    | Tess Grossmann         | Estónia              | 26.02 |       |
| 29   | 3       | 0    | Maria Kameneva         | Rússia               | 26.08 |       |
| 30   | 2       | 4    | Magdalena Kuras        | Suécia               | 26.12 |       |
| 31   | 3       | 9    | Ilse Kraaijeveld       | Países Baixos        | 26.15 |       |
| 32   | 2       | 6    | Anna Dowgiert          | Polónia              | 26.26 |       |
| 32   | 4       | 9    | Miroslava Najdanovski  | Sérvia               | 26.26 |       |
| 34   | 2       | 7    | Mimosa Jallow          | Finlândia            | 26.36 |       |
| 35   | 2       | 8    | Eva Gliožerytė         | Lituânia             | 26.55 |       |
| 36   | 2       | 2    | Ingibjörg Jónsdóttir   | Islândia             | 26.92 |       |
| 37   | 1       | 4    | Julia Kukla            | Áustria              | 27.33 |       |
| 38   | 1       | 5    | Ivana Ninković         | Bósnia e Herzegovina | 27.35 |       |
| 39   | 1       | 3    | Katharina Egger        | Áustria              | 27.50 |       |
| 40   | 1       | 6    | Monika Vasilyan        | Armênia              | 27.72 |       |
| —    | 2       | 1    | Anna Mäkinen           | Finlândia            |       | DNS   |
| —    | 2       | 9    | Shauna Lee             | Reino Unido          |       | DNS   |
| —    | 4       | 3    | Femke Heemskerk        | Países Baixos        |       | DNS   |
| —    | 5       | 8    | Mie Nielsen            | Dinamarca            |       | DNS   |

### Semifinal
Esses foram os resultados das semifinais. 
Semifinal 1
| Pos. | Raia | Nadadora               | Nacionalidade | Tempo | Notas |
| ---- | ---- | ---------------------- | ------------- | ----- | ----- |
| 1    | 5    | Francesca Halsall      | Reino Unido   | 24.45 | Q     |
| 2    | 4    | Jeanette Ottesen       | Dinamarca     | 24.55 | Q     |
| 3    | 1    | Inge Dekker            | Países Baixos | 24.86 | Q     |
| 4    | 3    | Therese Alshammar      | Suécia        | 24.99 | Q     |
| 5    | 2    | Aleksandra Gerasimenya | Bielorrússia  | 25.20 |       |
| 6    | 6    | Maud van der Meer      | Países Baixos | 25.26 |       |
| 7    | 7    | Erika Ferraioli        | Itália        | 25.38 |       |
| 8    | 8    | Hanna-Maria Seppälä    | Finlândia     | 25.55 |       |

Semifinal 2
| Pos. | Raia | Nadadora             | Nacionalidade | Tempo | Notas |
| ---- | ---- | -------------------- | ------------- | ----- | ----- |
| 1    | 4    | Sarah Sjöström       | Suécia        | 24.39 | Q     |
| 2    | 5    | Dorothea Brandt      | Alemanha      | 24.60 |       |
| 3    | 2    | Elizaveta Bazarova   | Rússia        | 24.94 | Q     |
| 4    | 6    | Anna Santamans       | França        | 25.03 | Q     |
| 5    | 7    | Silvia di Pietro     | Itália        | 25.04 | Q     |
| 6    | 3    | Pernille Blume       | Dinamarca     | 25.12 |       |
| 7    | 1    | Aleksandra Urbanczyk | Polónia       | 25.31 |       |
| 8    | 8    | Darya Stepanyuk      | Ucrânia       | 25.44 |       |

### Final
Esse foi o resultado da final. 
| Pos.              | Raia | Nadadora           | Nacionalidade | Tempo | Notas |
| ----------------- | ---- | ------------------ | ------------- | ----- | ----- |
| Medalha de ouro   | 5    | Francesca Halsall  | Reino Unido   | 24.32 |       |
| Medalha de prata  | 4    | Sarah Sjöström     | Suécia        | 24.37 |       |
| Medalha de bronze | 3    | Jeanette Ottesen   | Dinamarca     | 24.53 |       |
| 4                 | 1    | Anna Santamans     | França        | 24.81 |       |
| 5                 | 8    | Silvia di Pietro   | Itália        | 24.84 |       |
| 6                 | 2    | Elizaveta Bazarova | Rússia        | 24.91 |       |
| 7                 | 6    | Inge Dekker        | Países Baixos | 25.01 |       |
| 8                 | 7    | Therese Alshammar  | Suécia        | 25.20 |       |

Legenda
| Recorde mundial       | Recorde mundial (World record)               |                       | Recorde africano                      | Recorde africano (African) |                                           | Q | Classificado por posição (Qualified) |
| Recorde do campeonato | Recorde do campeonato (Championship record)  | Recorde da América    | Recorde da América (Americas)         | q                          | Classificado por melhor tempo (Qualified) |   |                                      |
| Melhor marca do ano   | Melhor marca do ano (World leading)          | Recorde asiático      | Recorde asiático (Asian)              | DNS                        | Não largou (Did not start)                |   |                                      |
| Recorde nacional      | Recorde nacional (National record)           | Recorde europeu       | Recorde europeu (European)            | DNF                        | Não terminou (Did not finish)             |   |                                      |
| Recorde pessoal       | Recorde pessoal do atleta (Personal best)    | Recorde da Oceania    | Recorde da Oceania (Oceania)          | DSQ / DQ                   | Desclassificado (Disqualified)            |   |                                      |
| Recorde da temporada  | Recorde da temporada do atleta (Season best) | Recorde sul-americano | Recorde sul-americano (South America) | NM                         | Sem marca (No mark)                       |   |                                      |